# Colombino Arona
Colombino Arona fue un compositor italiano.
Nació en 1885. Sus obras más populares fueron canciones e himnos patrióticos. Se casó con la argentina Isabel Barba.
«Tripoli, bel suol d'amore» fue una de sus obras más conocida. Tenía letra de Giovanni Corvetto y fue popularizada por la cantante Gea della Garisenda durante la Guerra ítalo-turca (1911-1912). El título de la canción y su estribillo han pasado al lenguaje popular italiano.
El himno «La campana di San Giusto» (en el que se exalta la italianidad de Trieste) fue compuesto durante la Primera Guerra Mundial, con texto de Giovanni Drovetti.  Lo grabaron grandes cantantes líricos como Enrico Caruso (en 1919), Tito Schipa (1926) o Luciano Pavarotti (1984).
También compuso la banda sonora de la película Jone o Gli ultimi giorni di Pompei (1913), dirigida por Ubaldo Maria Del Colle y Giovanni Enrico Vidali y basada en Los últimos días de Pompeya de Edward Bulwer-Lytton.